# Relación superficie-volumen
La relación superficie-volumen, a veces escrita como sa/vol o SA:V, es el cociente entre el área superficial de un objeto y el volumen de dicho objeto. La relación superficie-volumen se expresa en unidades de la inversa de la unidad de distancia. Por ejemplo, un cubo cuyos lados miden a posee un área superficial de 6a2 y un volumen de a3. Por lo tanto la relación superficie-volumen para el caso de un cubo es
{\displaystyle SA:V={\frac {6a^{2}}{a^{3}}}={\frac {6}{a}}}.
Para una forma dada, SA:V es inversamente proporcional a su tamaño. Un cubo cuyas aristas miden 2 m tiene una relación sa/vol= 3 m−1, que es la mitad de la relación sa/vol que posee un cubo cuyas aristas, miden 1 m. Y si se desea preservar la relación SA:V al aumentar el tamaño es preciso cambiar la forma a una que sea menos compacta.

## Fisicoquímica
La relación superficie-volumen es un factor importante en la reactividad de las reacciones que involucran un material sólido, ya que es uno de los factores que determinan la velocidad con la cual ocurre la reacción química. Los materiales que poseen una gran relación de área superficial comparada con su volumen (o sea, diámetros muy pequeños o extremadamente porosos o que no son compactos), reaccionan a velocidades mucho más rápidas que aquellos materiales monolíticos, ya que una mayor superficie se encuentra expuesta para poder reaccionar. Un ejemplo es el polvo de granos; mientras que el grano por lo general no es inflamable, el polvo de grano es explosivo. Una sal molida en granos finos se disuelve mucho más rápido que una sal de granos gruesos. El mismo principio se aplica a un sistema de partículas múltiples o todo sistema que posee un recubrimiento superficial. Es un parámetro muy importante a considerar al realizar recubrimientos de productos farmacéuticos sólidos para administración por vía oral. 
Una alta relación superficie-volumen brinda una gran "fuerza impulsora" para acelerar los procesos termodinámicos que minimizan la energía libre.

## Ejemplos
Como ilustra la tabla adjunta, la esfera es el sólido que posee la menor relación superficie/volumen para un volumen fijo, o sea es la forma más compacta.
| Cuerpo     | masa al coseno | Largo {\displaystyle a} | SA                                               | Volumen                                              | Relación SA/V                                                                                        | Relación SA/V para un volumen unitario |
| ---------- | -------------- | ----------------------- | ------------------------------------------------ | ---------------------------------------------------- | --- | -------------------------------------- |
| Tetraedro  |                | lado                    | {\displaystyle {\sqrt {3}}a^{2}}                 | {\displaystyle {\frac {{\sqrt {2}}a^{3}}{12}}}       | {\displaystyle {\frac {6{\sqrt {6}}}{a}}\approx {\frac {14.697}{a}}}                                 | 7.21                                   |
| Cubo       |                | lado                    | {\displaystyle 6a^{2}}                           | {\displaystyle a^{3}}                                | {\displaystyle {\frac {6}{a}}}                                                                       | 6                                      |
| Octaedro   |                | lado                    | {\displaystyle 2{\sqrt {3}}a^{2}}                | {\displaystyle {\frac {1}{3}}{\sqrt {2}}a^{3}}       | {\displaystyle {\frac {3{\sqrt {6}}}{a}}\approx {\frac {7.348}{a}}}                                  | 5.72                                   |
| Dodecaedro |                | lado                    | {\displaystyle 3{\sqrt {25+10{\sqrt {5}}}}a^{2}} | {\displaystyle {\frac {1}{4}}(15+7{\sqrt {5}})a^{3}} | {\displaystyle {\frac {12{\sqrt {25+10{\sqrt {5}}}}}{(15+7{\sqrt {5}})a}}\approx {\frac {2.694}{a}}} | 5.31                                   |
| Icosaedro  |                | lado                    | {\displaystyle 5{\sqrt {3}}a^{2}}                | {\displaystyle {\frac {5}{12}}(3+{\sqrt {5}})a^{3}}  | {\displaystyle {\frac {12{\sqrt {3}}}{(3+{\sqrt {5}})a}}\approx {\frac {3.970}{a}}}                  | 5.148                                  |
| Esfera     |                | radio                   | {\displaystyle 4\pi r^{2}}                       | {\displaystyle {\frac {4\pi r^{3}}{3}}}              | {\displaystyle {\frac {3}{r}}}                                                                       | 4.836                                  |